# Conomma oedipus
Conomma oedipus is een hooiwagen uit de familie Pyramidopidae.